# ماهروزة (تشهار فريضة)
ماهروزة (بالفارسية: ماهروزه) هي قرية تقع في إيران في البلدة المركزية. يقدر عدد سكانها بـ 25 نسمة بحسب إحصاء 2016.